# Nederlands kampioenschap schaatsen sprint 1970
Het Nederlands kampioenschap sprint 1970 (voor mannen) was de eerste editie van dit schaatsevenement dat over de sprintvierkamp (2x 500, 2x 1000 meter) werd verreden. Het vond plaats in het weekend van 10 en 11 januari 1970 op de onoverdekte ijsbaan in het IJsselstadion in Deventer, tegelijkertijd met de Nederlandse kampioenschappen schaatsen allround 1970 (voor mannen en vrouwen).
Er namen tien deelnemers aan deel. Jan Bazen (1), Marten Hoekstra (2) en Jos Valentijn (3) vormden het eindpodium. Bazen werd hierop aangewezen om samen met de al eerder aangewezen allroundkampioen Ard Schenk om deel te nemen aan de Wereldkampioenschappen schaatsen sprint 1970 op de ijsbaan in het State Fair Park in het Amerikaanse West Allis.

## Uitslagen
Afstandmedailles
| Afstand  | 1e              | 2e              | 3e            |
| -------- | --------------- | --------------- | ------------- |
| 1e 500m  | Jan Bazen       | Marten Hoekstra | Jos Valentijn |
| 1e 1000m | Jan Bazen       | Marten Hoekstra | Gerard Demkes |
| 2e 500m  | Marten Hoekstra | Jan Bazen       | Jos Valentijn |
| 2e 1000m | Jan Bazen       | Marten Hoekstra | Jos Valentijn |

Eindklassement
| Rang   | Schaatser       | Punten      | 500m       | 1000m         | 500m         | 1000m         |
| ------ | --------------- | ----------- | ---------- | ------------- | ------------ | ------------- |
| Goud   | Jan Bazen       | 168.670 BR  | 42,20 (1)  | 1.24,8 (1) BR | 42,12 (2)    | 1.23,9 (1) BR |
| Zilver | Marten Hoekstra | 170.380     | 42,31 (2)  | 1.27,0 (2)    | 41,92 (1)    | 1.25,3 (2)    |
| Brons  | Jos Valentijn   | 171.450 NRj | 42,77 (3)  | 1.27,4 (4)    | 42,33 (3)    | 1.25,5 (3)    |
| 4      | Eppie Bleeker   | 174.130     | 43,67 (8)  | 1.27,5 (5)    | 43,46 (6)    | 1.26,5 (4)    |
| 5      | Johnny Olof     | 174.570     | 43,33 (5)  | 1.27,9 (6)    | 43,69 (8)    | 1.27,2 (6)    |
| 6      | Jan Augustinus  | 174.650 PR  | 42,99 (4)  | 1.29,2 (9)    | 43,00 (4)    | 1.28,3 (8)    |
| 7      | Gerard Demkes   | 174.790     | 44,00 (9)  | 1.27,1 (3)    | 43,89 (9)    | 1.26,7 (5)    |
| 8      | Tonny Ferwerda  | 174.990 PR  | 43,48 (6)  | 1.28,9 (8)    | 43,46 (6) PR | 1.27,2 (6)    |
| 9      | Henk Jan Pasman | 176.640     | 44,09 (10) | 1.28,8 (7)    | 44,00 (10)   | 1.28,3 (8)    |
| 10     | Piet de Boer    | 177.250     | 43,53 (7)  | 1.31,0 (10)   | 43,27 (5)    | 1.29,9 (10)   |

BR = baanrecord
NRj = Nederlands record junioren
PR = persoonlijk record